# Glossarion
Glossarion é um género botânico pertencente à família Asteraceae. É composto por 2 espécies descritas e  aceites. É originário da América do Sul.
Trata-se de um género reconhecido pelo sistema de classificação filogenética Angiosperm Phylogeny Website. Segundo este sistema o género Guaicaia é seu sinónimo.

## Taxonomia
O género foi descrito por Maguire & Wurdack e publicado em Memoirs of the New York Botanical Garden 9: 390. 1957. A espécie-tipo é Glossarion rhodanthum Maguire & Wurdack

## Espécies
Segundo o The Plant List, as espécies aceites deste género são:
- Glossarion bilabiatum (Maguire) Pruski
- Glossarion rhodanthum Maguire & Wurdack